# Остелато
Остела̀то (на италиански: Ostellato, на местен диалект Ustlà, Устъла) е градче и община в северна Италия, провинция Ферара, регион Емилия-Романя. Разположено е на 2 m надморска височина. Населението на общината е 6558 души (към 2010 г.).